# Бели-Кенум, Олимп
Олимп Бели-Кенум (р. 20 сентября 1928) — бенинский писатель, журналист, редактор.
Родился в городе Уида. Начальное образование получил в колониальной Дагомее (как тогда назывался Бенин) в 1938 — 1944 годах, после чего путешествовал по свой родной стране, Нигерии, стране своей бабушки по материнской линии, и Гане, где он выучил английский язык. В 1948 году он отправился во Францию и завершил получение среднего образования в колледже Littré в Авранше. Он работал в качестве учителя и готовился стать дипломатом, прежде чем перейти к изучению журналистики. Бели-Кенум стал главным редактором, а затем директором африканского журнала La Vie Africaine, занимая эту должность до 1964 года. Впоследствии он присоединился к работе ЮНЕСКО в Париже.
Бели-Кенум является автором нескольких художественных произведений, опубликованных на французском языке. Он выиграл Главную литературную премию чёрной Африки в 1966 году.

## Публикации на русском языке
- Бели-Кенум, Олимп. Песнь озера. Роман. Рассказы / Пер. с франц. В. Аперьян, К. Северова; послесловие Г. Потехиной. — М.: Прогресс, 1976.
- Бели-Кенум, Олимп. Мальчик из Югуру: роман.— М.: 	Детская литература, 1977.